# カントリーリンク
カントリーリンク（英語: CountryLink）は、かつて、オーストラリア・ニューサウスウェールズ州とその周辺地域で長距離旅客鉄道事業を行っていたレール・コーポレーション・ニューサウスウェールズ（レールコープ）の部門、およびその列車である。XPTとエクスプローラー (XPLORER) の2種類の車両を使用していた。また、列車に接続する路線バス事業も行っておりバスの運行は民間に委託していた。2013年に解散し、ニューサウスウェールズ・トレインリンクが業務を引き継いだ。

## 歴史

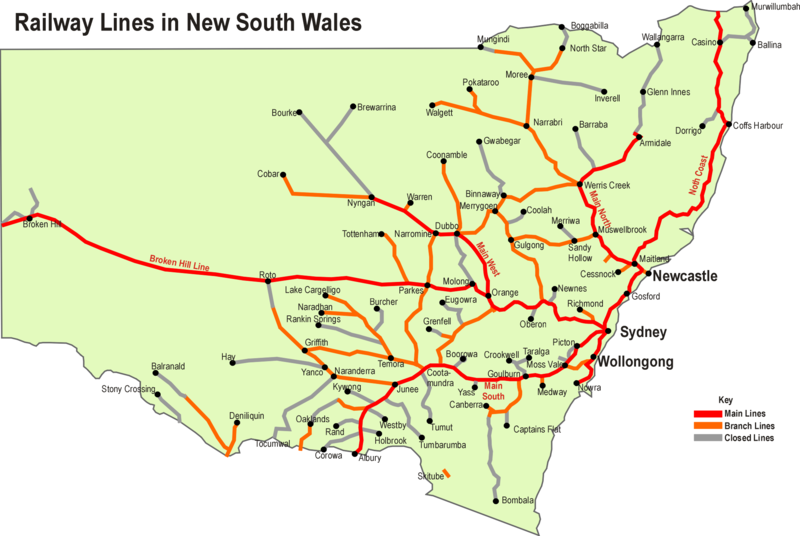
ニューサウスウェールズ州鉄道路線図

カントリーリンクはレールコープの前身の1つであるステート・レール・オーソリティーの業務部門として1989年に誕生し、シドニー都市圏以外の州内のすべての長距離旅客輸送を担当する組織となり、XPTや機関車牽引の編成を受け継いだ。これに先立ち1988年にグライナー政権が選出されニューサウスウェールズ州の鉄道事業に対するブーズ・アレン・ハミルトンによる報告書が公表されていた。この報告書では地方の旅客鉄道事業は採算が合わないと考えられるためすべて廃止することを推奨したが、それは政策的に実行不可能であった 。
この報告書の次善の提案はすべての列車をXPTに移行することであった。それは最初は実行されたが完全な導入には至らなかった。ブリスベン・リミテッド (Brisbane Limited) やパシフィック・コースト・モータレール (Pacific Coast MotoRail) といった多くの機関車牽引の長距離列車はこの頃に廃止されXPTによる列車に置き換えられた。1993年にカントリーリンクは、タムワースへのノーザン・テーブルランズXPT (Northern Tablelands XPT) とキャンベラへの機関車牽引の列車を置き換えるため、最初で唯一の新型車両である気動車のエクスプローラーを導入した。1996年に州政府に対する政治的圧力によりグリフィスへの旅客便が再開され、最初は週1便の機関車牽引の列車が運行されのちに週1便のエクスプローラーとなった。同じ頃にブロークンヒルへも週1便が再開された。
2004年にレールコープが設立された際にカントリーリンクは新会社のブランド名となった。

## 運行系統
カントリーリンクが運行するエリアはニューサウスウェールズ州を中心として、隣接するビクトリア州、クイーンズランド州、オーストラリア首都特別地域 (ACT) に広がっている。シドニー都市圏ではレールコープの線路を走行し、ニューサウスウェールズ州のその他の地域とビクトリア州とACTではオーストラリア鉄道線路会社 (ARTC: en:Australian Rail Track Corporation) の線路を走行し、クイーンズランド州ではQR（クイーンズランド鉄道）の線路を走行する。運行の拠点はシドニーのセントラル駅 (en:Central railway station, Sydney) である。きっぷ売り場はシドニーの交通の拠点であるシドニー・コーチ・ターミナル沿いの1番ホームにある。
| 運行系統               | 運行区間                                                                          | ラインカラー |
| ---------------------- | --------------------------------------------------------------------------------- | ------------ |
| ノース・コースト方面   | セントラル駅 (シドニー) - ローマストリート駅（ブリスベン）                        | ■赤色        |
| ノース・ウェスタン方面 | セントラル駅（シドニー） - アーミデール駅/モリー駅                                | ■茶色        |
| ウェスタン方面         | セントラル駅（シドニー） - ダボ駅/ブロークンヒル駅                                | ■黄色        |
| サザン方面             | セントラル駅（シドニー） - サザンクロス駅（メルボルン）/キャンベラ駅/グリフィス駅 | ■緑色        |

### ノース・コースト方面
ノース・コースト方面の運行エリアはセントラル・コースト地方 (en:Central Coast (New South Wales))、ノース・コースト地方 (en:North Coast (New South Wales))、ノーザン・リバーズ地方 (Northern Rivers)、サウス・イースト・クイーンズランド地方で、シドニーのセントラル駅からメイン・ノース線 (en:Main North railway line, New South Wales) やノース・コースト線などを経由してブリスベンのローマストリート駅までの989kmを結ぶ。クイーンズランド州政府もこれらの便に協力している。ラインカラーは赤色である。シドニー - ブリスベン間、シドニー - カジノ間、シドニー - グラフトン間の列車がそれぞれXPTで毎日1往復運行されている。
停車駅（2009年10月11日現在）
- セントラル駅（シドニー）- ストラスフィールド駅 - ホーンズビー駅 - ゴスフォード駅 - ワイオン駅 - Fassifern - ブロードメドー駅 - メイトランド駅 - ダンゴグ駅 - グロスター駅 - ▲ウィンガム駅 - タリー駅 - Kendall - ウォーホープ駅 - ケンプシー駅 - ■Eungai - マックスビル駅 - ナンブッカ・ヘッズ駅 - Urunga - ソーテル駅 - コフスハーバー駅 - グラフトン駅 - カジノ駅 - カイオグル駅 - ローマストリート駅（ブリスベン）

▲ウィンガム駅はシドニー発ブリスベン行とカジノ発シドニー行は通過。
■Eungaiはグラフトン発着便のみ停車。
ローマストリート駅はクイーンズランド州、その他の駅はニューサウスウェールズ州に所在する。
接続バスはニューサウスウェールズ州のティー・ガーデンズ、タンカリー、ポート・マッコーリー、リズモー、アルストンビル、レノックス・ヘッド、バイロン・ベイ、マーウィランバ、ツイード・ヘッズやクイーンズランド州のロビーナ、サーファーズ・パラダイスなどの地域を結んでいる。一部のバスはカントリーリンクの列車ではなくシティレールの列車と接続している。

### ノース・ウェスタン方面

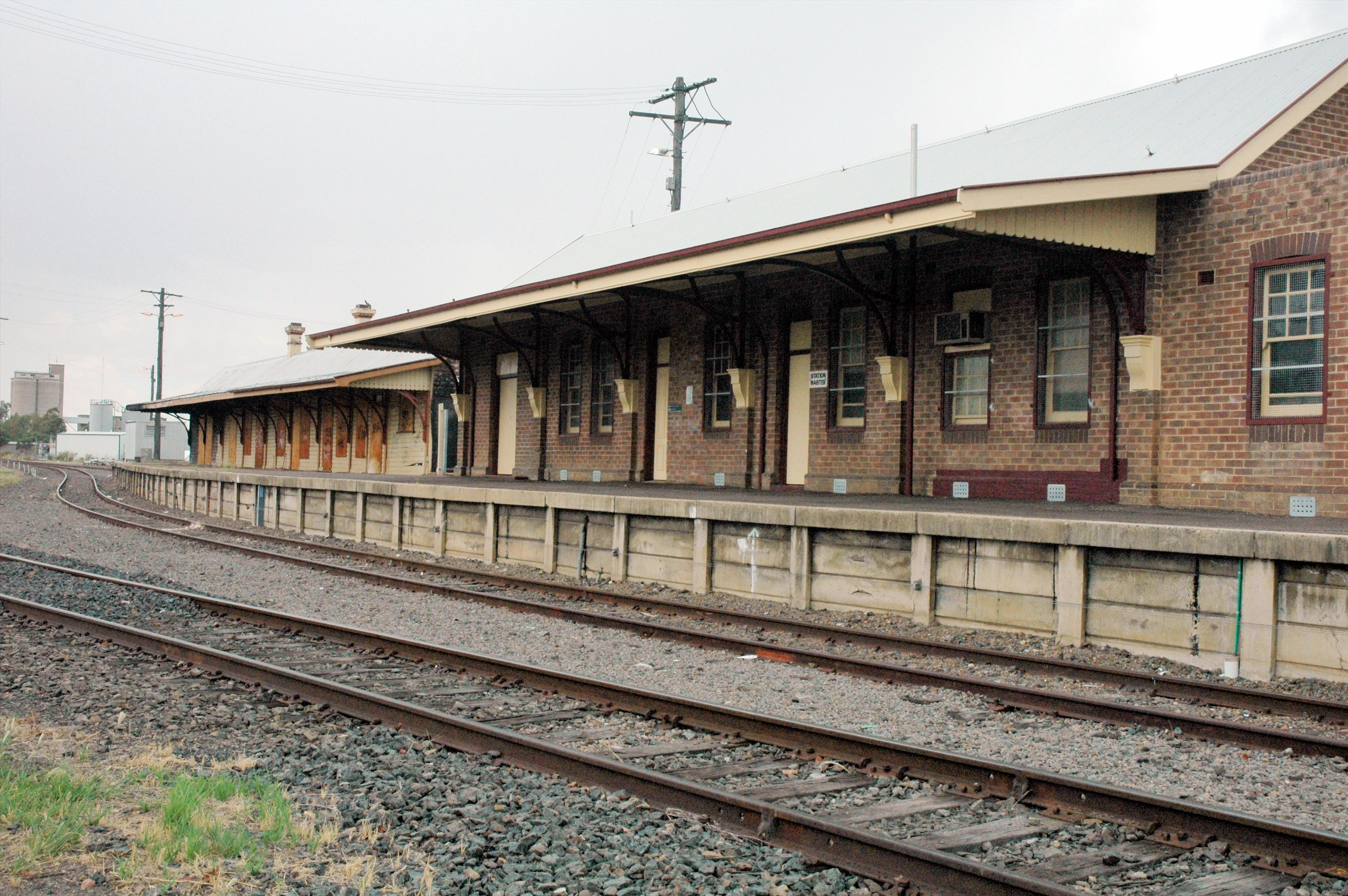
モリー駅

ノース・ウェスタン方面の運行エリアはノース・ウェスト地方 (North West)、ノーザン・テーブルランズ地方 (en:Northern Tablelands (New South Wales))、ハンター地方で、シドニーのセントラル駅からメイン・ノース線などを経由してアーミデール駅 (Armidale) までの579kmとモリー駅 (Moree) までの666kmを結ぶ。ラインカラーは茶色である。シドニー - アーミデール間、シドニー - モリー間の列車がそれぞれエクスプローラーで毎日1往復運行されており、セントラル駅 - ウェリス・クリーク駅間では併結運転する。
停車駅（2009年10月11日現在）
- セントラル駅（シドニー）- ストラスフィールド駅 - ホーンズビー駅 - ゴスフォード駅 - ワイオン駅 - Fassifern - ブロードメドー駅 - メイトランド駅 - シングルトン駅 - マスウェルブルック駅 - アバディーン駅 - スコーン駅 - マラランダイ駅 - ウィロー・ツリー駅 - クワリンダイ駅 - ウェリス・クリーク駅 (>>モリー駅方面) - タムワース駅 - Kootingal - Walcha Road - ユーララ駅 - アーミデール駅
- (セントラル駅（シドニー）方面<<) ウェリス・クリーク駅 - ガネダ駅 - ボガブライ駅 - ナラブライ駅 - Bellata - モリー駅

全駅がニューサウスウェールズ州に所在する。
接続バスはニューサウスウェールズ州のWalcha、テンターフィールド、インベレル、ウィーワー、Burren Junction などの地域およびノース・コースト方面のグラフトン駅を結んでいる。

### ウェスタン方面
ウェスタン方面の運行エリアはセントラル・テーブルランズ地方 (en:Central Tablelands)、ウェスタン地方 (Western) で、シドニーのセントラル駅からメイン・ウェスタン線 (en:Main Western railway line, New South Wales) などを経由してダボ駅 (Dubbo) までの462km、および途中のオレンジ駅 (Orange) で分岐しブロークンヒル線 (en:Broken Hill railway line, New South Wales) を経由してブロークンヒル駅までの1125kmを結ぶ。ラインカラーは黄色である。シドニー - ダボ間の列車がXPTで毎日1往復運行されている。シドニー - ブロークンヒル間の列車がエクスプローラーで週1往復運行されている。
停車駅（2009年10月11日現在）
- セントラル駅（シドニー）- ストラスフィールド駅 - パラマタ駅 - ▲ブラックタウン駅 - ペンリス駅 - カトゥーンバ駅 - リスゴー駅 - ▲Rydal - ▲Tarana - バサースト駅 - ブレイニー駅 - オレンジ駅 (>>ブロークンヒル駅方面) - スチュアート・タウン駅 - ウェリントン駅 - Geurie - ダボ駅
- (セントラル駅（シドニー）方面<<) オレンジ駅 - パークス駅 - コンドボリン駅 - Euabalong West - アイバンホー駅 - Darnick - メニンディー駅 - ブロークンヒル駅

▲…ブロークンヒル発着便は通過。
全駅がニューサウスウェールズ州に所在する。
接続バスはニューサウスウェールズ州のオベロン、ガルゴン、クーナバラブラン、Baradine、グレンフェル、コンドボリン駅、ライトニング・リッジ、ニンガン、ブレワリナ、バークなどの地域を結んでいる。一部のバスはカントリーリンクの列車ではなくシティレールの列車と接続している。

### サザン方面

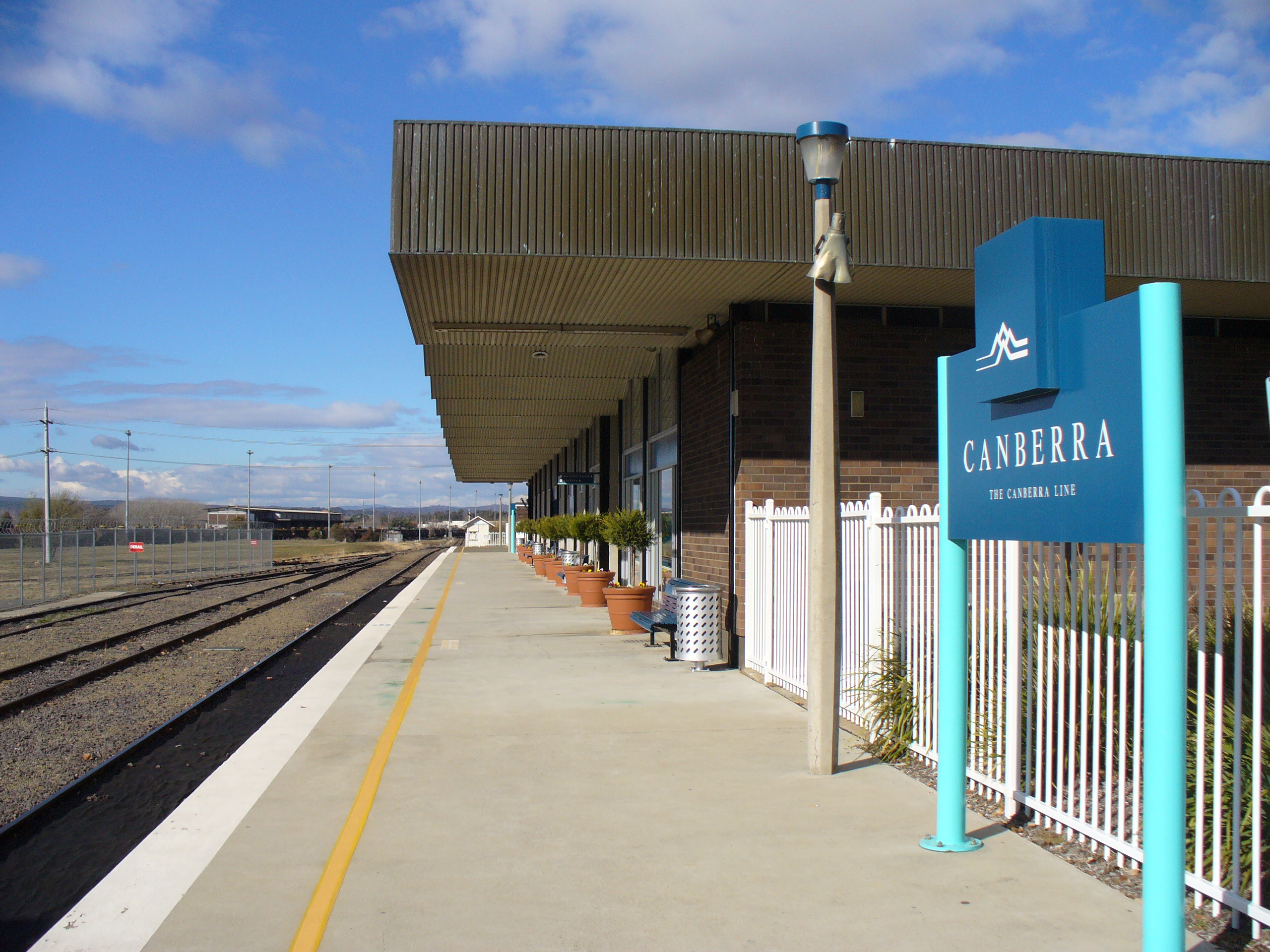
キャンベラ駅

サザン方面の運行エリアはイラワラ地方 (en:Illawarra)、サウス・コースト地方 (South Coast)、スノーウィー・マウンテンズ地方 (en:Snowy Mountains)、サウス・ウェスト・スロープス地方 (en:South West Slopes (New South Wales))、サザン・テーブルランズ地方 (en:Southern Tablelands)、リバリーナ地方 (en:Riverina)、サンレイシア地方 (en:Sunraysia)、ACT、ビクトリア州の一部で、シドニーのセントラル駅からメイン・サザン線 (en:Main Southern railway line, New South Wales) やノース・イースト線 (en:North East railway line, Victoria) などを経由してメルボルンのサザン・クロス駅 (en:Southern Cross railway station, Melbourne) までの約960km、および途中のゴールバーン駅 (en:Goulburn railway station, New South Wales) で分岐してキャンベラ駅 (en:Canberra railway station) までの330km、ジュニー駅 (en:Junee railway station, New South Wales) で分岐してグリフィス駅 (Griffith) までの約660kmを結ぶ。ビクトリア州政府もこれらの便に協力している。ラインカラーは緑色である。シドニー - メルボルン間の列車がXPTで毎日2往復運行されている。シドニー - キャンベラ間の列車がエクスプローラーで毎日2-3往復（週18往復）運行されている。2009年12月6日に増発されるまでは毎日2往復であった。シドニー - グリフィス間の列車がエクスプローラーで週1往復運行されており、セントラル駅 - ゴールバーン駅間ではキャンベラ発着の列車と併結運転する。
停車駅（2009年10月11日現在）
- セントラル駅（シドニー）- ストラスフィールド駅 - キャンベルタウン駅 - ▲ミッタゴン駅 - ▲ボーラル駅 - モス・ベール駅 - ▲バンダヌーン駅 - ゴールバーン駅 (>>キャンベラ駅方面) - ■ガニング駅 - ヤス・ジャンクション駅 - ハーデン駅 - クータマンドラ駅 - ジュニー駅 (>>グリフィス駅方面) - ウォガウォガ駅 - ザ・ロック駅 - ヘンティ駅 - カルケアン駅 - オルベリー駅 - ワンガラッタ駅 - ベナラ駅 - サザン・クロス駅（メルボルン）
- (セントラル駅（シドニー）方面<<) ゴールバーン駅 - Tarago - バンガンドー駅 - クイーンビアン駅 - キャンベラ駅
- (セントラル駅（シドニー）方面<<) ジュニー駅 - クーラモン駅 - ナランデラ駅 - リートン駅 - グリフィス駅

▲…メルボルン発着便は通過。
■…メルボルン発着便の1往復のみ停車。
ワンガラッタ駅とベナラ駅とサザンクロス駅はビクトリア州、キャンベラ駅はACT、その他の駅はニューサウスウェールズ州に所在する。
接続バスはニューサウスウェールズ州のウロンゴン駅、エデン、ボンバラ、タンバランバ、グリフィス駅やビクトリア州ミルドゥラ、エチューカなどの地域およびウェスタン方面のバサースト駅、ダボ駅、コンドボリン駅などを結んでいる。

## 車両

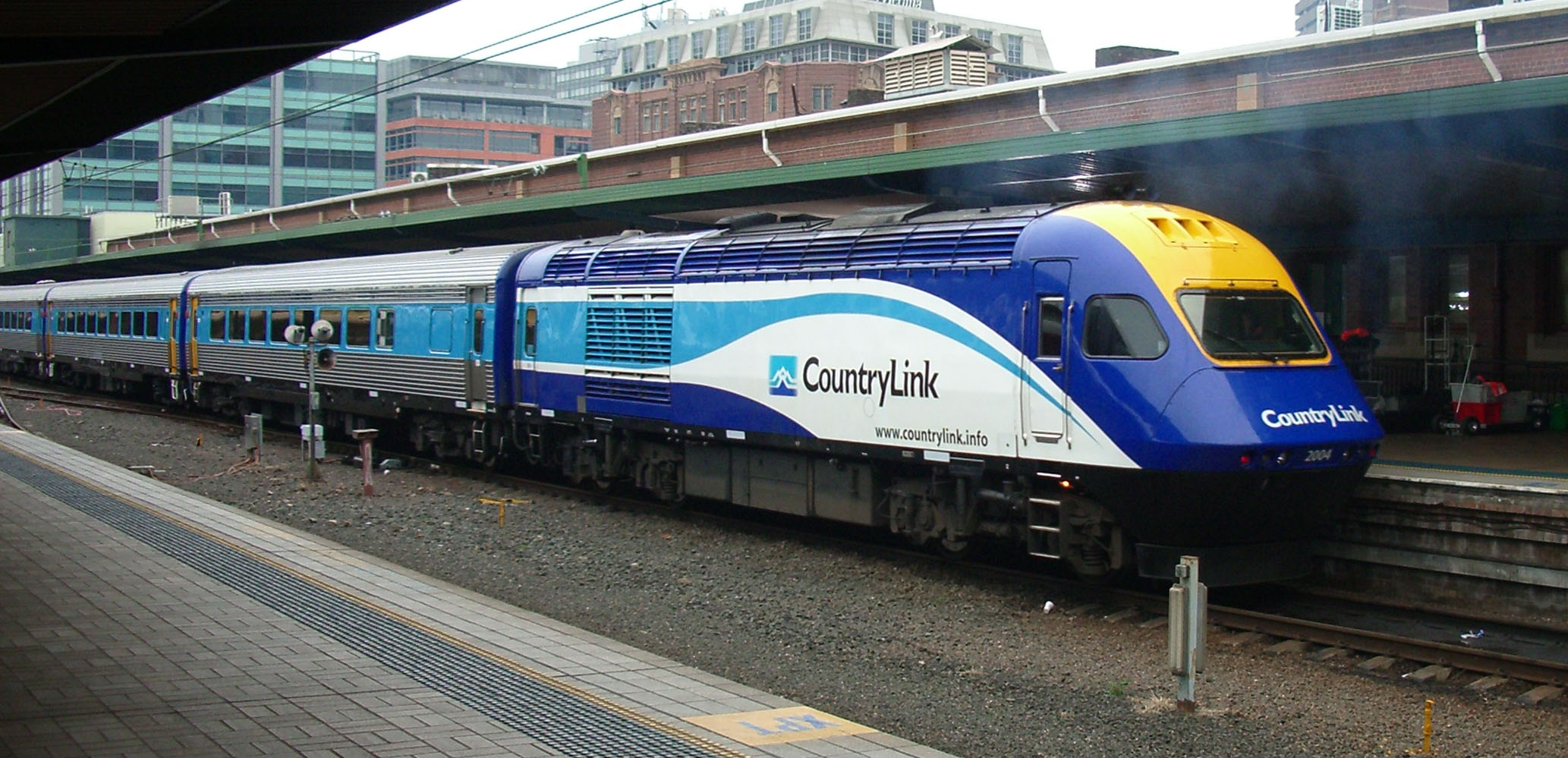
カントリーリンクのXPT

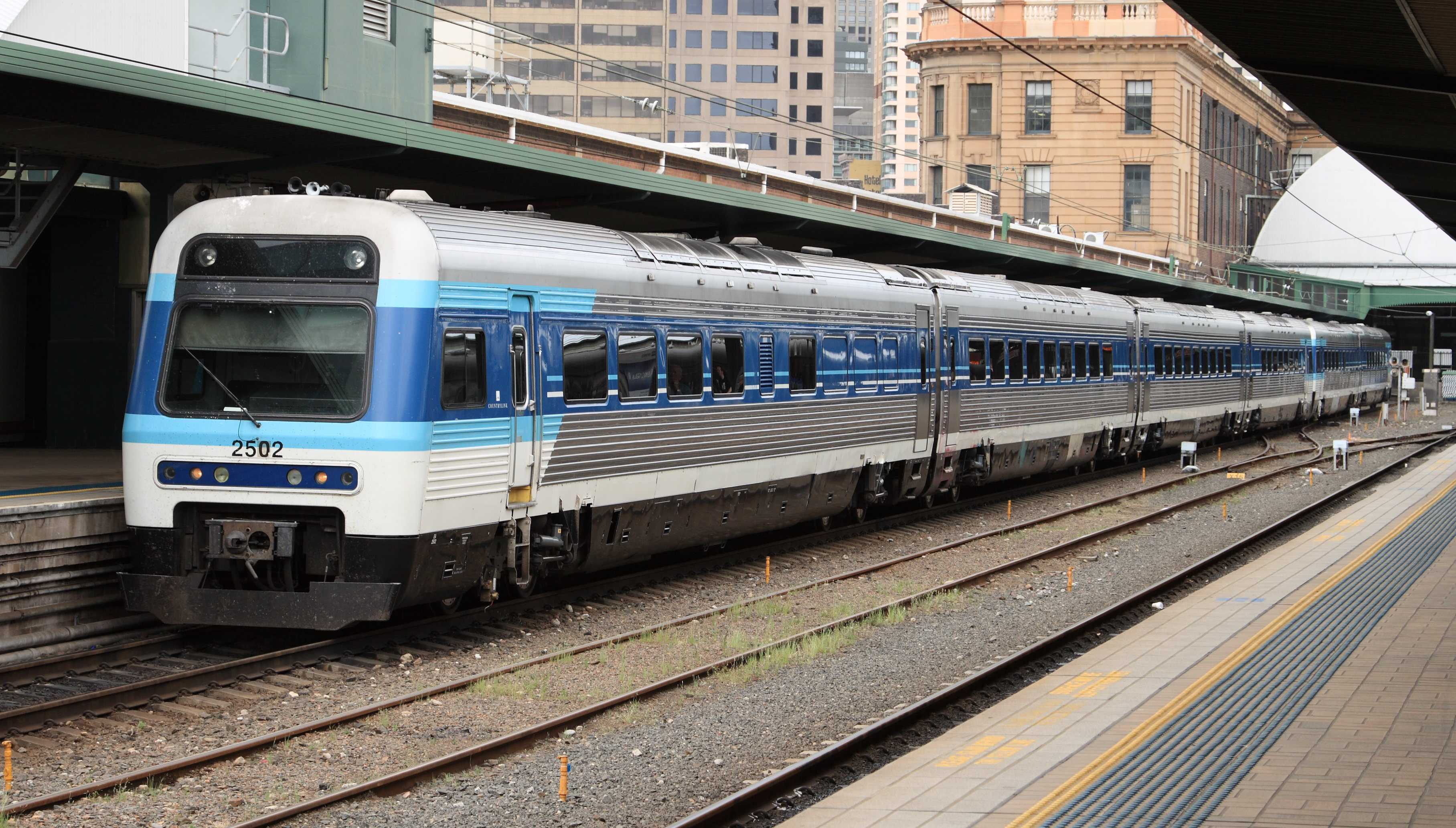
カントリーリンクのエクスプローラー

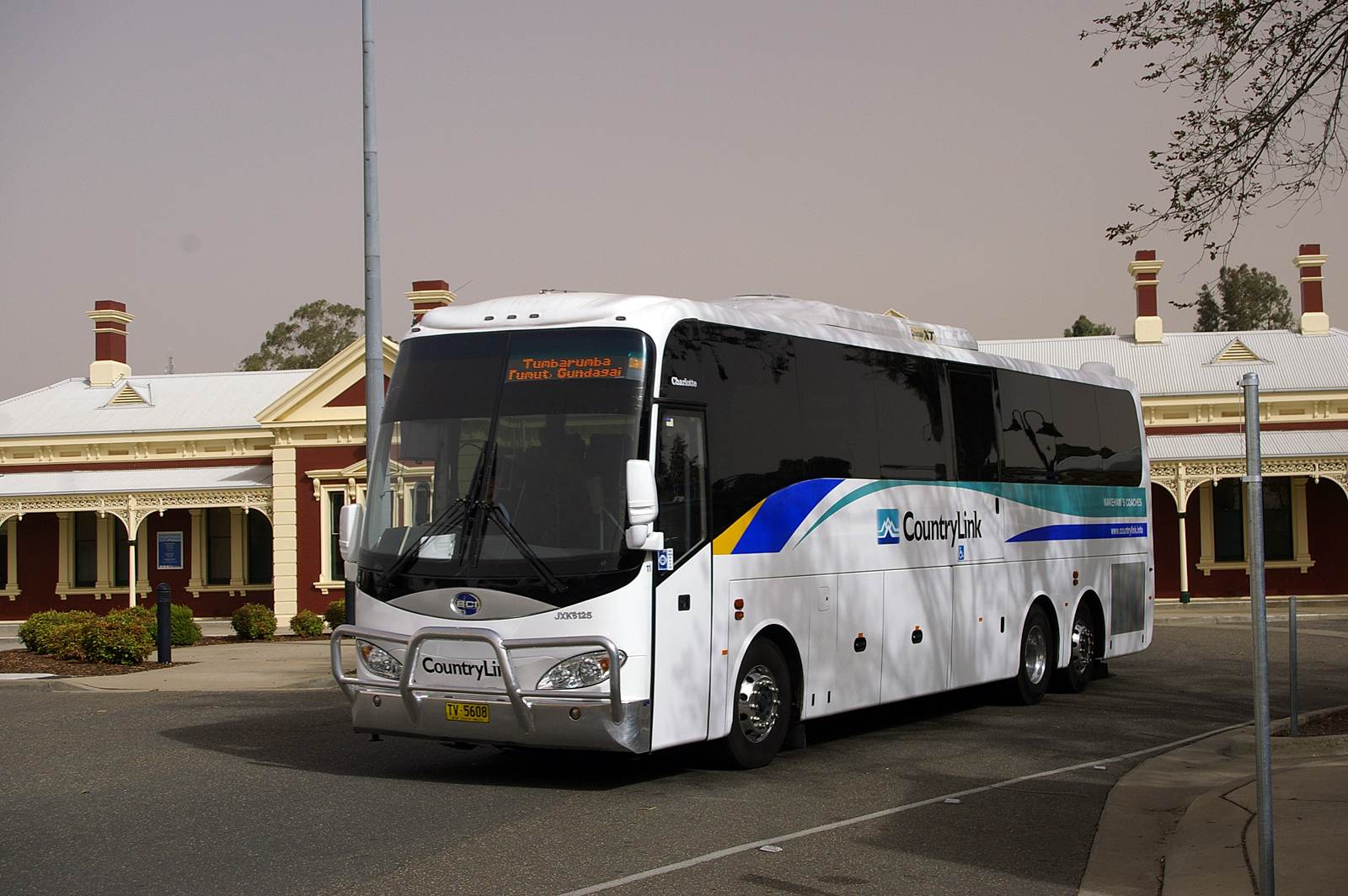
カントリーリンクのバス

カントリーリンクの鉄道車両はXPTとエクスプローラーの2種類である。XPTはシドニー郊外のシドナムの特注の施設で保守されている。エクスプローラー気動車はシティレールのミレニアム・トレインの保守を行っているEveleighの施設の隣で保守されている。カントリーリンクが鉄道事業を続ける場合、今後10年間でおよそ8億5500万豪ドルの新車への投資が必要となることが予想される。

### 車内設備
カントリーリンクはXPTに対して4300万豪ドルのリニューアル工事を行った。エクスプローラーに対しても同様の計画が行われており、2009年末に完了の予定である。リニューアル工事ではカーペット、カーテン、クッション、シートカバーが交換され、車内の案内表示が更新され、外部の塗装が塗り替えられた。エアコン、トイレ、ビュッフェ、荷物置き場、運転席の修理や改良も行われた。
XPTにはエコノミークラスとファーストクラスの座席のほかに夜行便のために2人用個室寝台がある。ファーストクラスの座席のピッチやリクライニングはエコノミークラスより大きい。全席が進行方向を向いており、4人グループ用に回転させることもできる。調節可能な肘掛け、折りたたみ式テーブル、スプリング式フットレストが全席に付いているのが特徴である。寝台車は2人用個室になっており定員は18名である。トイレとシャワールームが個室の間にある。洗面用具、タオル、リネン、夕食、朝食は寝台料金に含まれている。昼行便では寝台車は個室が3人用のファーストクラスの座席に変わり、家族や少人数のグループに適している。
エクスプローラーにはXPTと同様のエコノミークラスとファーストクラスの座席がある。エクスプローラーは夜行便には使用されない。
いずれの編成も車内にビュッフェがあり、スナック、軽食、ソフトドリンク、アルコール飲料が販売されている。
いずれの編成も車椅子対応トイレやおむつ交換台が設置されたトイレがある。ぜんそく患者のための吸入器も常備されている。椅子の上に網棚があり、車端に荷物置き場があり、列車の両端には受託手荷物置き場がある。
客室乗務員が全区間で乗車している。車内誌「XPtraveller」が座席のポケットに配置されている。